# Oberstern
Oberstern ist eine Ortschaft in der Stadtgemeinde Bad Leonfelden im Mühlviertel in Oberösterreich. Die Ortschaft hat 12 Einwohner (Stand: 1. Jänner 2024).

## Geographie
Die Ortschaft liegt im Böhmerwald an den Hängen des Sternsteins. Sie ist Teil der Katastralgemeinde Laimbach und des Zählsprengels Bad Leonfelden-Umgebung. Zur Ortschaft Oberstern gehören 6 Adressen (Stand: 1. April 2020). Sie besteht aus dem gleichnamigen Weiler Oberstern.

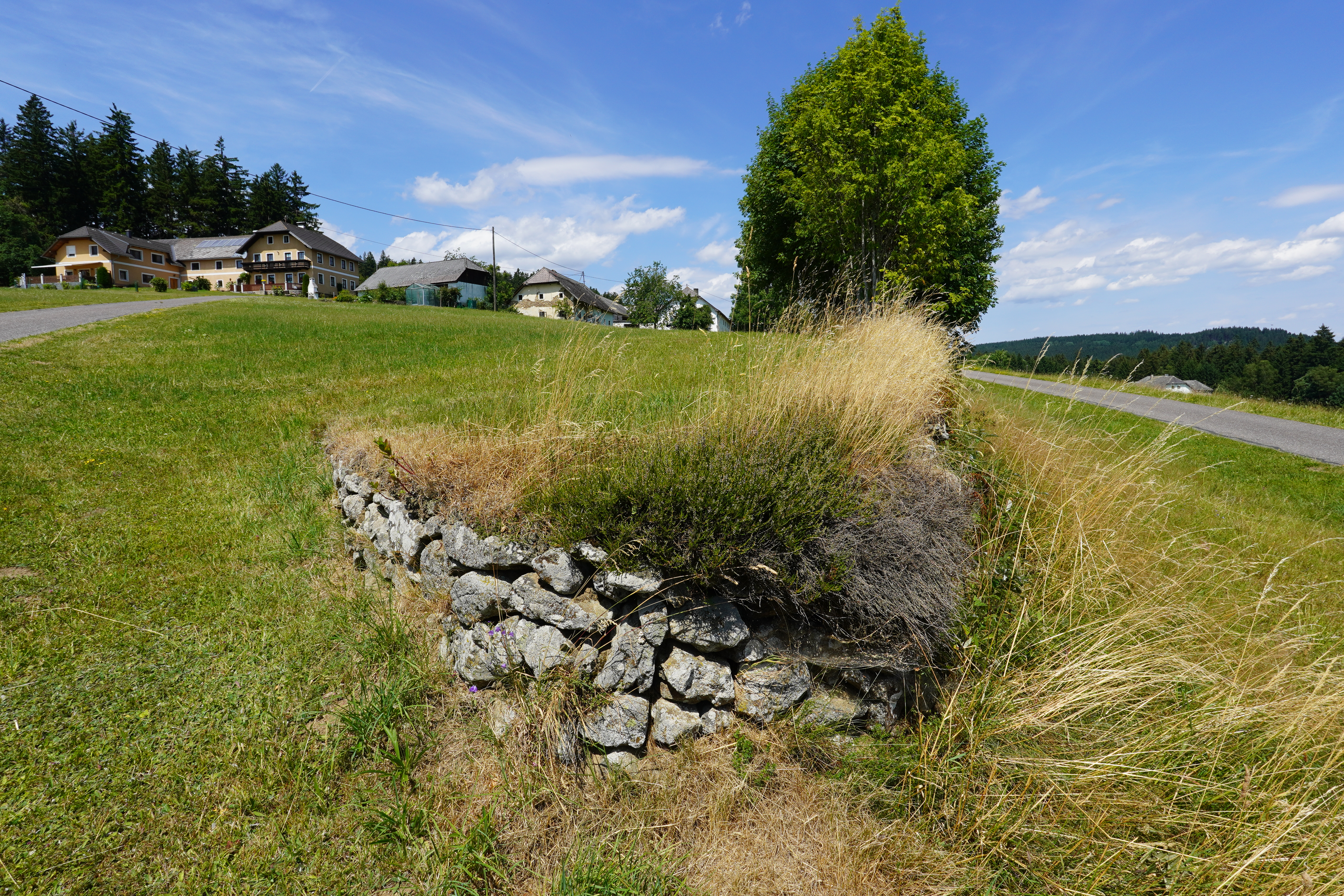
Feldbegrenzung in Oberstern

Oberstern befindet sich in den Einzugsgebieten der Großen Rodl und des Redlbachs. Eine kleine extensive Waldwiese nördlich der Siedlung ist als Ökofläche ausgewiesen. Es handelt sich um eine schattige und moosreiche Rotschwingelwiese mit zwei Quellfassungen.

## Geschichte
Der Ortsname am Stern wurde im Jahr 1356 urkundlich erwähnt.
Durch ein Feuer am 26. Jänner 1858 wurden im Hof Oberstern Nr. 7 der Dachstuhl des Wohngebäudes, das Inwohner-Stöckel und Holzhütten zerstört.
Laut Adressbuch von Österreich war im Jahr 1938 in Oberstern ein Landwirt mit Ab-Hof-Verkauf ansässig.

## Kultur und Sehenswürdigkeiten
Die mittelalterliche Glashütte am Sternstein im Norden der Ortschaft steht unter Denkmalschutz. Der Dreiseithof Oberstern Nr. 1 stammt aus dem 19. Jahrhundert. Er weist innen eine Flachtonne und im Stall ein Kappengewölbe auf. Beim Streckhof Oberstern Nr. 2, der ebenfalls im 19. Jahrhundert erbaut wurde, handelt es sich um das ehemalige Auszugshäusl zum Hof Oberstern Nr. 1.
Mehrere mittelschwere Radtour-Strecken führen durch Oberstern: die 69,8 Kilometer lange Hoch-Sumava-Runde, die 61,3 Kilometer lange GrenzenLosRadel-Tour für Mountainbikes, die 47,9 Kilometer lange Sternwald-Grenzland-Runde und die 20,4 Kilometer lange Stern-Runde.